# Mojmirowice
Mojmirowice (czes. i słow. Mojmírovci) – słowiańska dynastia zapoczątkowana przez Mojmira I. Kolejni członkowie rodu byli władcami państwa wielkomorawskiego, aż do jego upadku w roku 907.

## Dynastia Mojmirowiców
- Mojmir I
- Rościsław
- Sławomir
- Świętopełk I Wielki
- Mojmir II
- Świętopełk II